# Dorcadion brannani
Dorcadion brannani là một loài bọ cánh cứng trong họ Cerambycidae.